# Sergio Bernardo
Pour les articles homonymes, voir Bernardo.
Bernardo  García est un nom espagnol. Le premier nom de famille, en général paternel, est Bernardo ; le second, en général maternel, souvent omis, est García.
Sergio Bernardo García (né le 23 mai 1984 à León) est un coureur cycliste espagnol, professionnel en 2006.

## Biographie
Parmi les amateurs, Sergio Bernardo se distingue notamment au cours de la saison 2005 en remportant le titre de champion de Castille-et-León chez les espoirs et une étape du Tour d'Estrémadure. Il termine également troisième et meilleur jeune du Tour de Zamora.
Il devient coureur professionnel en 2006 au sein de l'équipe continentale Carvalhelhos-Boavista, au Portugal,.

## Palmarès
- 2004
  - Insalus Saria
  - 2e du Mémorial Etxaniz
- 2005
  - Champion de Castille-et-León sur route espoirs
  - 2e étape du Tour d'Estrémadure
  - 3e du Tour de Zamora
- 2006
  - Clássica de Amarante